# Port lotniczy Widyń-Smurdan
Port lotniczy Widin-Smurdan – port lotniczy położony w Widinie, w Bułgarii. Używany jest jako baza wojskowa Bułgarskich Sił Powietrznych.